# Ulica Gryfowska w Lwówku Śląskim
Ulica Gryfowska (daw. ulica Gryfiogórska, Świerczewskiego Karola, daw. niem. Greiffenberger Strasse) – ważna ulica w Lwówku Śląskim, o długości 1400 m. Przebiega od południowo-zachodniej granicy miasta z wsią Płóczki Dolne i prowadzi aż do alei Wojska Polskiego w Lwówku Śląskim. Stanowi część głównej arterii komunikacyjnej miasta, pokrywając się z drogą wojewódzką 364.

## Przebieg
Ulica Gryfowska zaczyna się od skrzyżowania z al. Wojska Polskiego, którą kierując się na wschód pokrywa się z drogą wojewódzką nr 364. Na 80. metrze krzyżuje się z ul. Kamienną z lewej strony, następnie z ul. Leśną na 270. metrze z lewej strony i 630 m dalej z ul. Łąkową, również z lewej. Z południowej strony ulicy Gryfowskiej płynie potok Płóczka, który z uwagi na bliską odległości i ukształtowanie terenu może powodować tu lokalne podtopienia. Ulica kończy się na 1400. metrze i droga prowadzi dalej przez miejscowość Płóczki Dolne.

## Historia
Do 1945 roku ulica nosiła niemieckojęzyczną nazwę Greiffenberger Strasse, nawiązując nazwą i kierunkiem trasy do pobliskiego Gryfowa Śląskiego. W latach powojennych ulica nosiła nazwę Gryfiogórskiej, w czasie gdy Gryfów Śląski znany był jako Gryfia Góra. W późniejszych latach patronem ulicy został Karol Świerczewski. Wraz z upadkiem komunizmu w Polsce, nazwę zdekomunizowano na Gryfowską. Szeroka ulica zabudowana jest starymi, kilkupiętrowymi, budynkami oraz domami jedno- i wielorodzinnymi, wolnostojącymi o charakterze willowym. Ulica ta posiada klasę G1/2 z jezdnią jednoprzestrzenną o szerokości od 6 do 7 m z obustronnymi chodnikami.
W 2014 roku zabezpieczono skarpę oporową, wzdłuż której przebiega ulica Gryfowska.
W 2020 przebudowano skrzyżowanie ulicy Gryfowskiej i alei Wojska Polskiego wraz ze zmianą organizacji ruchu i remontem chodnika.

### Ważne obiekty i zabytki
- Zabytkowy budynek Powiatowego Inspektoratu Nadzoru Budowlanego[9];
- Zabytkowa willa nr 1 z 1920 roku (późniejszy zakład produkcji odzieży „Gryfex”)[10];
- Oddział Pogotowia Ratunkowego w Jeleniej Górze[11];
- Gryfowska 2, dom mieszkalny, 3 ćw. XIX w.[5][12];
- Gryfowska 3, dom mieszkalny, 3 ćw. XIX w.[5];
- Gryfowska 4, dom mieszkalny, 1739 r. 3 ćw. XIX w.[5];
- Skały Kawalerskie – masyw skalny przy wyjeździe z miasta[13]
- Gryfowska 5, dom mieszkalny, 3 ćw. XIX w.[5];
- Gryfowska 6, dom mieszkalny z wozownią, 3 ćw. XIX w.[5];
- Gryfowska 8a, dom mieszkalno-gospodarczy, 2 ćw. XIX w.[5];
- Gryfowska 9, dom mieszkalny, 2 ćw. XIX w.[5];
- Gryfowska 13, dom mieszkalny (szachulec), 2 ćw. XIX w.[5]